# Molenwijksterdraaibrug
De Molenwijksterdraaibrug is een voormalig brugwaterschap in de Nederlandse provincie Groningen.
Het schap onderhield een brug over het Oosterdiep in Wildervank, nabij de uitmonding van de Molenwijk. Toen het A.G. Wildervanckkanaal werd aangelegd, werd de brug overbodig, omdat de toegang tot de gronden die bij de aanwezigheid van de brug belang hadden, werd verbroken. De brug is in 1987 overgedragen aan de gemeente.